# Нижній Турек
Нижній Туре́к (рос. Нижний Турек, марій. Ӱлыл Турек) — присілок у складі Марі-Турецького району Марій Ел, Росія. Входить до складу Марі-Турецького міського поселення.

## Населення
Населення — 332 особи (2010; 280 у 2002).
Національний склад (станом на 2002 рік):
- марійці — 79 %